# Злакоподобные растения
Злакоподобные растения (лат. Graminoid) — в ботанике и флористике так называют травянистые растения со злакоподобной морфологией (габитусом), то есть с удлиненными стеблями и длинными узкими линейными листьями. Они противопоставляются разнотравью, травянистым растениям, которые имеют другие формы листьев или характер роста.
Слово «трава» в ботанике чаще используется в значении «травянистое растение» (лат. herba — трава, зелень), но в обиходном смысле иногда под травой подразумевают именно злакоподобные растения (лат. grāmen — трава, злак). Латинское слово graminoid образовано из корня grāmen и суффикса -oid, обозначающего «подобный; напоминающий, характерный для».

## Представители

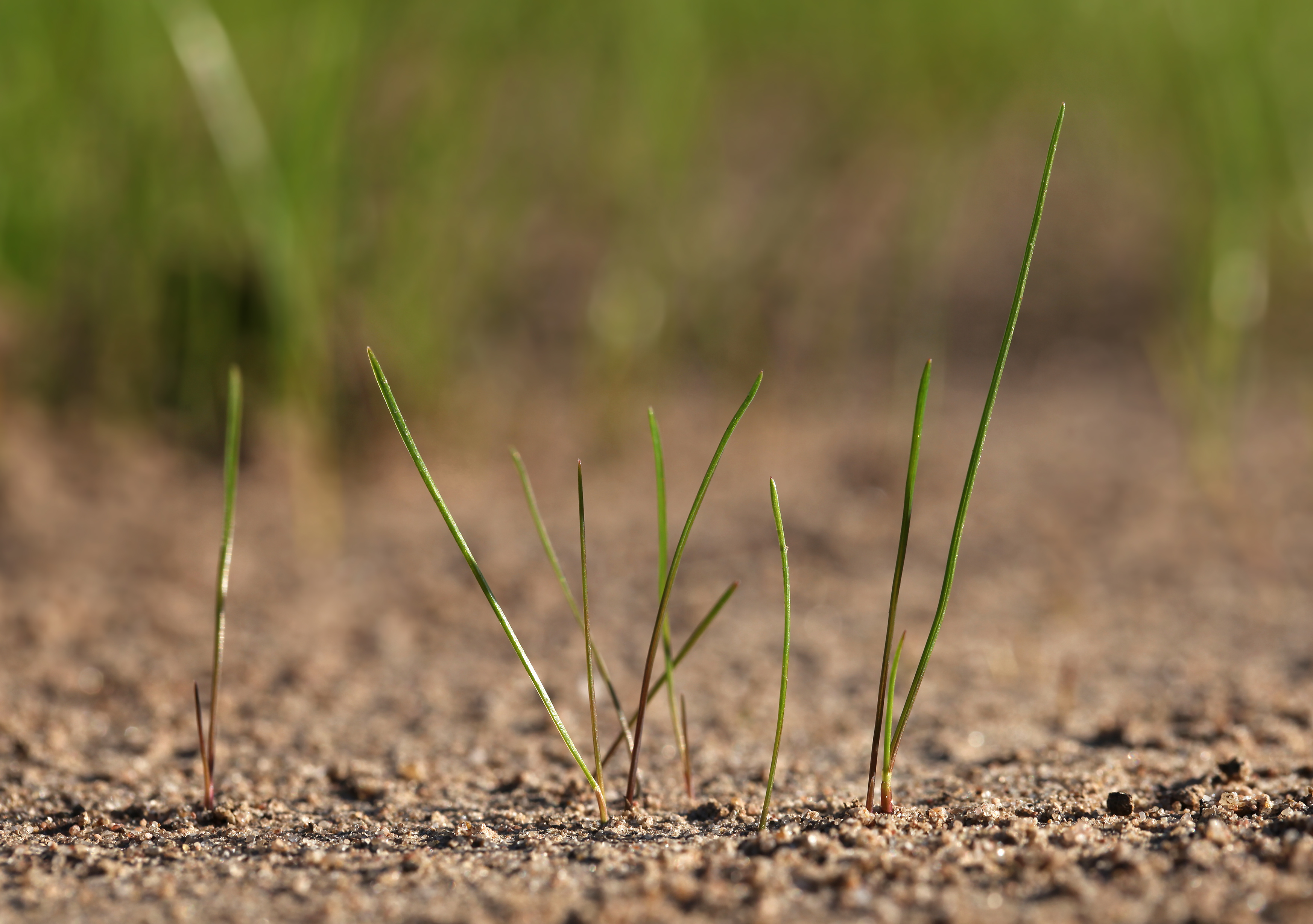
Прорастаюющие листья овсяницы похожи на иголки хвои

Чаще всего термин применим к следующим семействам растений:
- Poaceae — Злаки (в строгом смысле),
- Cyperaceae — Осоковые,
- Juncaceae — Ситниковые.

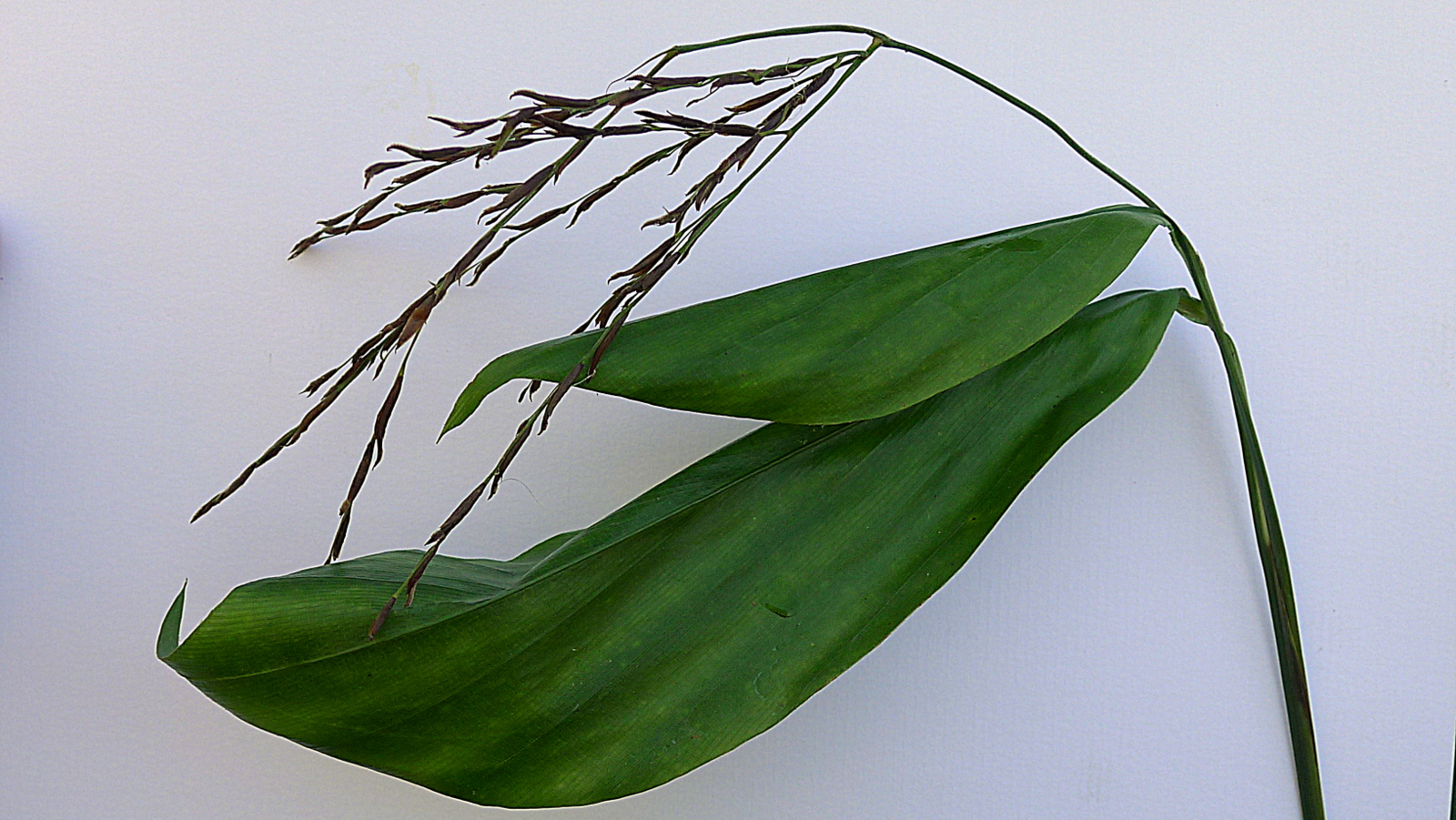
Злак Pharus latifolius

Они не являются близкими родственниками, но принадлежат к разным кладам в порядке Poales (Злакоцветные). Злаки (Poaceae) — самое крупное семейство злакоподобных растений, насчитывающее около 12 000 видов. Подавляющее число злаков являются злакоподобными растениями, за редким исключением; например, род Pharus имеет широкие листья, а многие бамбуки (Bambusa) имеют одревесневающие соломины и ланцетные листья, и больше походят габитусом на деревья.
Злакоподобный габитус могут иметь представители других семейств. Часто облик растения можно определить по латинским видовым эпитетам: gramineum (злаковый), graminea (злаковая), graminifolius (злаколистный) или graminifolia (злаколистная). Например:
- Alisma gramineum — Частуха злаколистная
- Gagea graminifolia — Гусиный лук злаколистный
- Iris graminea — Ирис злаковидный
- Liriope graminifolia — Лириопе злаколистная
- Lomelosia graminifolia — Ломелозия злаколистная
- Silene graminifolia — Смолёвка злаколистная
- Sparganium gramineum — Ежеголовник злаковый
- Stellaria graminea — Звездчатка злаковая
- Rumex graminifolius — Щавель злаколистный
- Utricularia graminifolia — Пузырчатка злаколистная

## Экология
Помимо схожей морфологии, злакоподобные растения имеют широкое распространение и часто доминируют в открытых местообитаниях, таких как луга или болота. Однако их можно найти и в нижнем ярусе лесов. Осоки и тростники, как правило, предпочитают более влажные местообитания, чем злаки.
Злаки — наиболее доминирующие злакоподобные растения в травянистых сообществах — эволюционировали, чтобы процветать в сообществе с травоядными животными. У большинства растений рост растения происходит на верхушках побегов (апикальный рост). Когда верхушка удаляется пасущимся животным, побег больше не может расти (хотя растение может выпустить боковые побеги и продолжить вегетацию). У злаков, однако, растущая ткань находится у основания листа, и поэтому они хорошо подходят для ландшафтов, где преобладают травоядные животные (или газонокосилки). Они могут переносить многократную обрезку кончика листа и продолжать расти.

## Применение
В садоводстве злакоподобные растения обычно объединяют в группу декоративные травы, которая представлена в основном злаками и осоками, и за редким исключением растениями из других семейств, например, хвощ зимующий (Equisetum hyemale). Их выращивают как солитеры или для создания массивов.
Газонные травы обычно относятся к злакоподобным растениям и являются злаками. Газоны из незлакоподобных видов (из клевера, мха, мшанки, мавританский газон) являются скорее исключением.
Пузырчатка злаколистная (Utricularia graminifolia), болотница маленькая (Eleocharis parvula) и игольчатая (E. acicularis) — популярные аквариумные растения для создания «подводных газонов» на переднем плане. К залколистным растениям для заднего и среднего плана можно отнести: некоторые виды шерстестебельника (Eriocaulon) и валлиснерии (Vallisneria), стрелолист шиловидный (Sagittaria subulata), эхинодорус нежный (Echinodorus tenellus), бликса колючесемянная (Blyxa echinosperma) и пр.

## Галерея

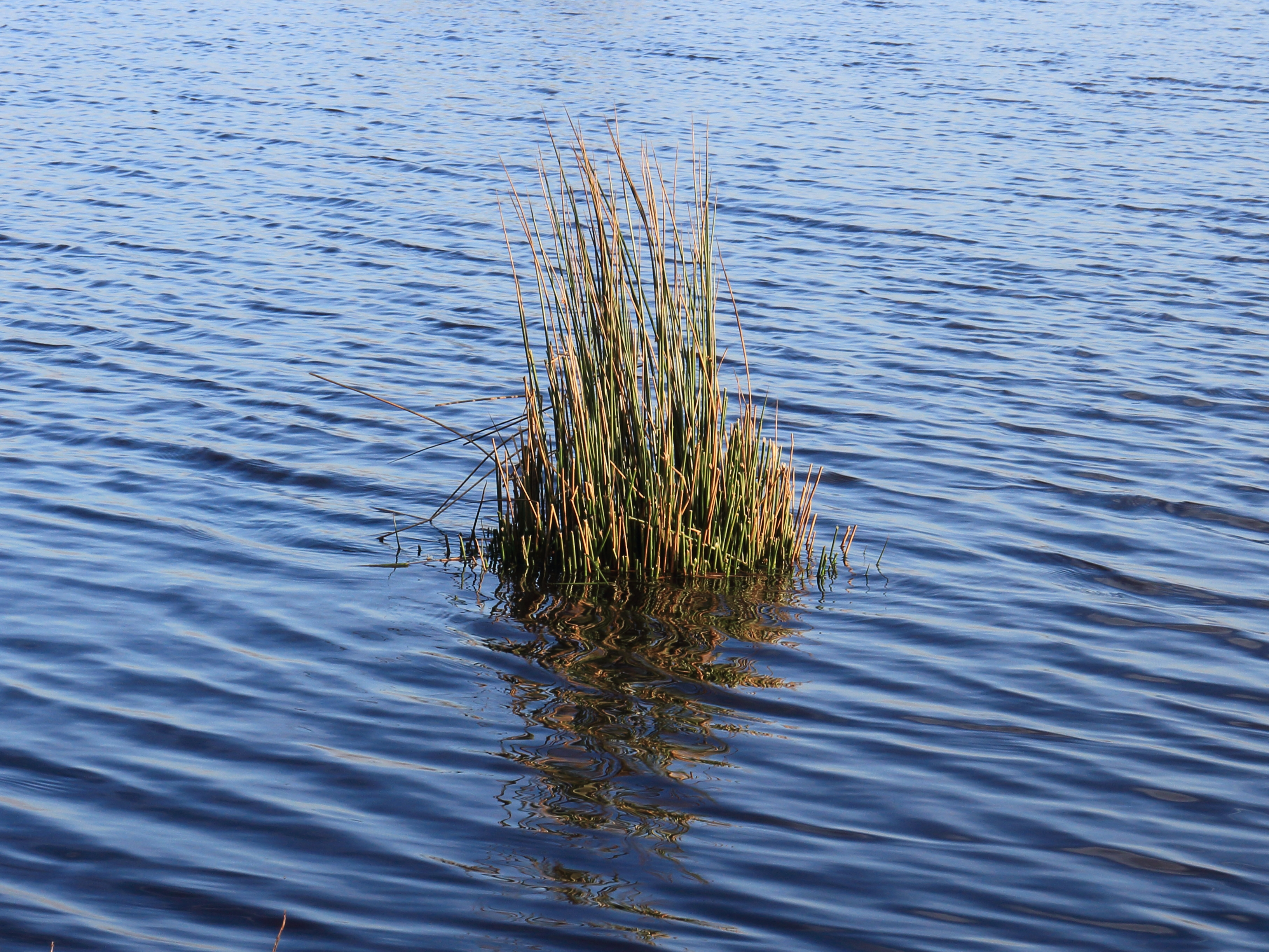
Ситник развесистый (Juncus effusus)
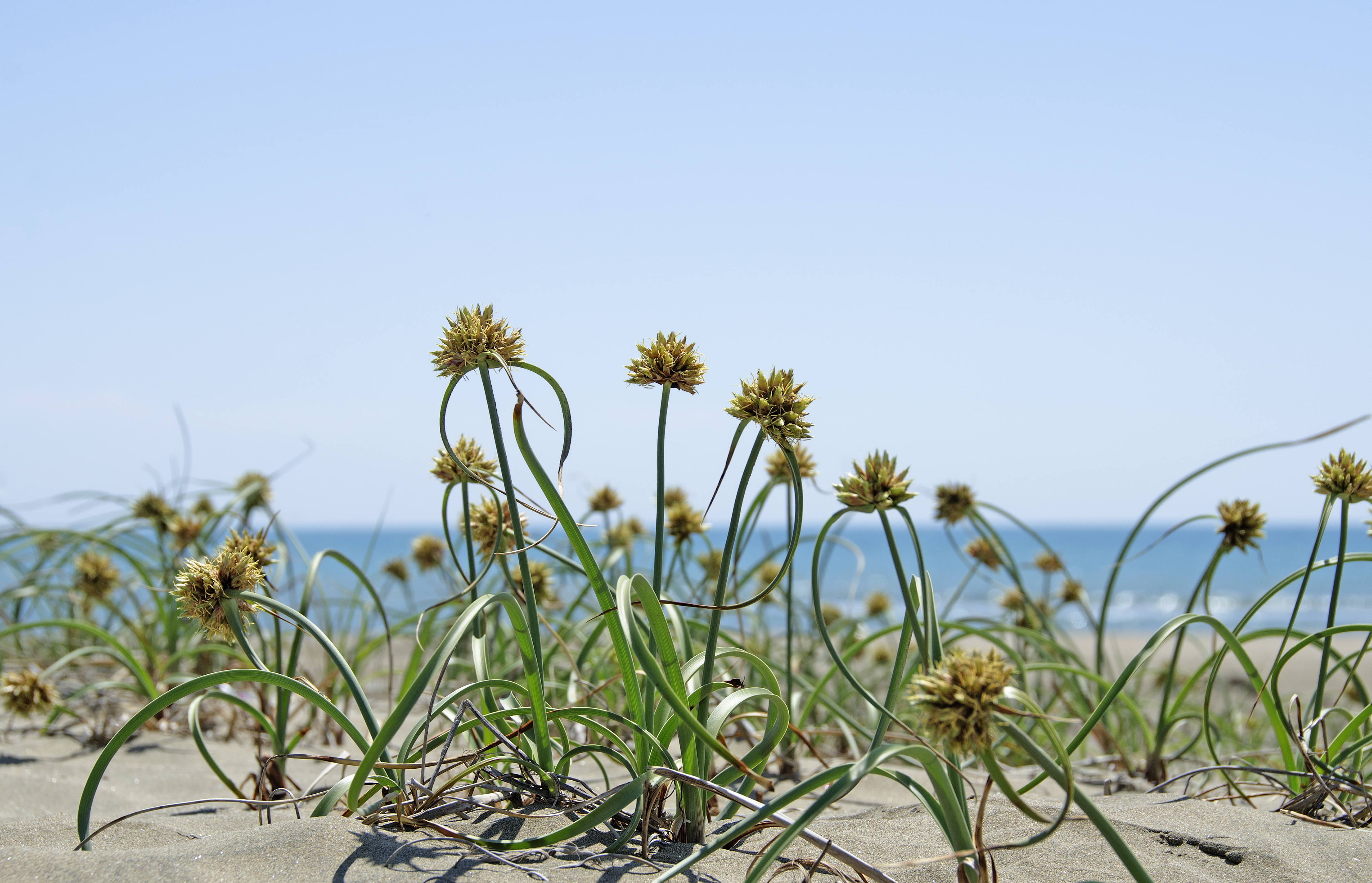
Сыть головчатая (Cyperus capitatus)
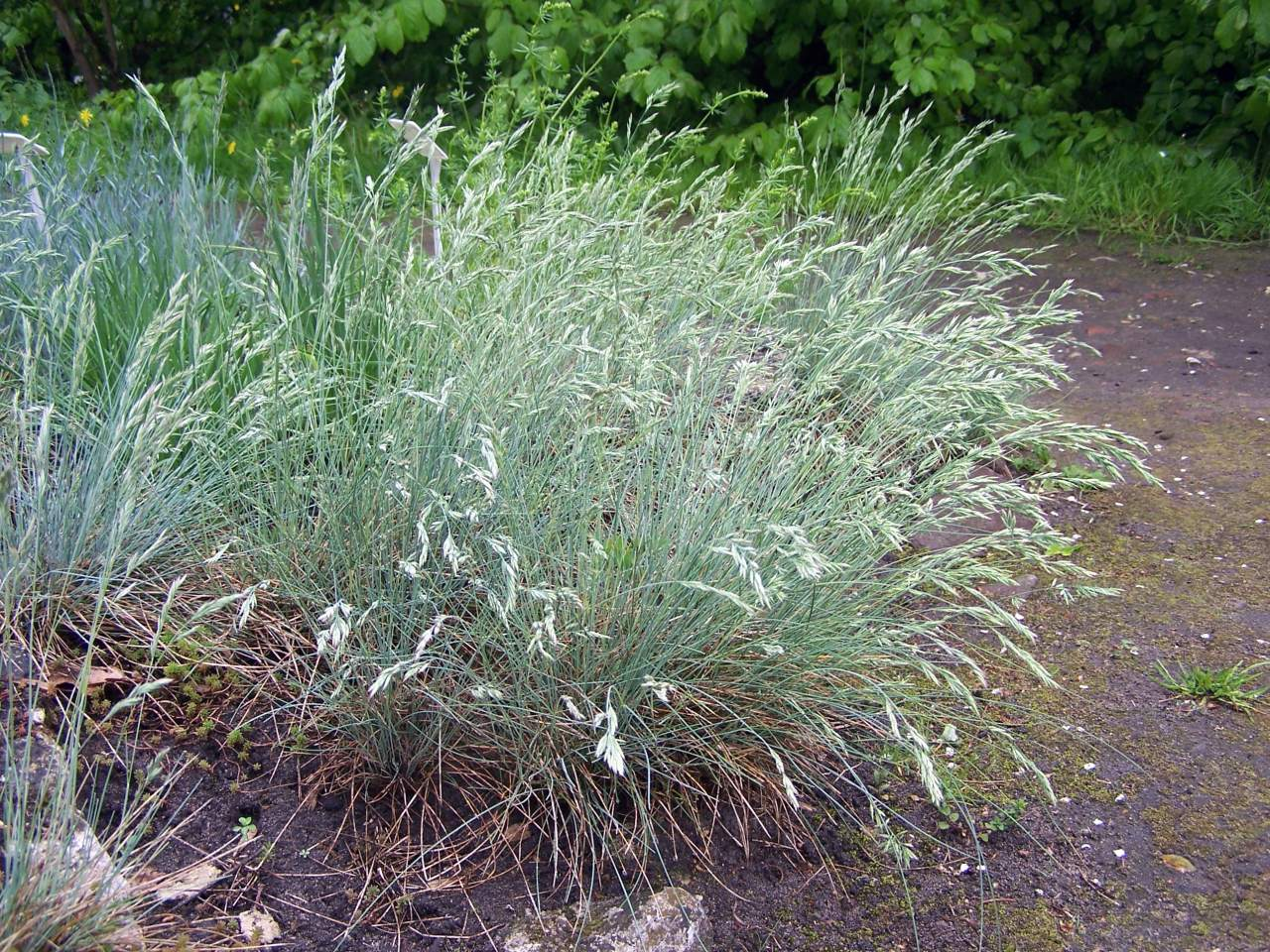
Овсяница пепельная (Festuca cinerea)